# 山口県道41号下松鹿野線
山口県道41号下松鹿野線（やまぐちけんどう41ごう くだまつかのせん）は、山口県下松市潮音町2丁目から周南市金峰（みたけ）に至る県道（主要地方道）である。

## 概要
平田交差点からこの道を北上するとすぐに山陽本線をオーバークロスする。ここから南花岡交差点（国道2号交点）までは下松市で商業の発展が著しい地域を通過する。沿道にはミスターマックス・はるやま・サンリブ・マックスバリュなどの商店が立ち並ぶ。
南花岡交差点から北は片側1車線の道が続く。岩徳線・山陽自動車道をオーバークロスし、米川トンネルを抜けると西側に米泉湖が姿を現す。
重複区間後の菅野湖から終点までは狭い山道（最狭部は幅1.7m）が続く。

### 路線データ
- 起点：下松市潮音町2丁目（平田交差点、山口県道366号徳山下松線交点）
- 終点：周南市金峰（山口県道9号徳山徳地線交点）

## 歴史
- 1993年（平成5年）5月11日 - 建設省から、県道下松鹿野線が下松鹿野線として主要地方道に指定される[1]。

## 路線状況

### 重複区間
- 国道434号（周南市須々万本郷 - 周南市須々万奥）

## 地理

### 通過する自治体
- 下松市
- 周南市

### 交差する道路
| 交差する道路                     | 市町村名 | 交差する場所                 | 交差する場所      |
| -------------------------------- | -------- | ---------------------------- | ----------------- |
| 山口県道366号徳山下松線          | 下松市   | 潮音町2丁目                  | 平田交差点 / 起点 |
| 国道188号                        | 下松市   | 美里町2丁目                  | サンリブ南交差点  |
| 国道2号                          | 下松市   | 南花岡6丁目                  | 南花岡交差点      |
| 山口県道176号周防花岡停車場線    | 下松市   | 末武上                       |                   |
| 山口県道139号三瀬川下松線        | 下松市   | 瀬戸                         |                   |
| 国道376号 国道434号 重複区間起点 | 周南市   | 須々万本郷（すすまほんごう） |                   |
| 国道434号 重複区間終点           | 周南市   | 須々万奥（すすまおく）       |                   |
| 山口県道179号金峰徳山線          | 周南市   | 金峰（みたけ）               |                   |
| 山口県道9号徳山徳地線            | 周南市   | 金峰                         | 終点              |

### 沿線
施設 
- 山口県立華陵高等学校

 名所・旧跡 
- 米泉湖